# 安東尼·基德斯
安東尼·基德斯（英語：Anthony Kiedis，/ˈkiːdɪs/ KEE-dis；1962年11月1日—）是美國音樂家、歌手、詞曲作家、饒舌歌手和演員。他是另類搖滾樂團嗆辣紅椒自1983年成立以來不變的主唱。基德斯和他的母親一起在密西根州的大急流城度過了他的青春時光，然後在他十二歲生日前不久搬到了好萊塢與父親一起生活。基德斯在福爾法克斯高中念書時，他與當時是樂團Anthym成員的同學Flea和希勒·斯洛伐克建立了密切的友誼。高中畢業後，基迪斯開始在加州大學洛杉磯分校上課，但在大二那年年初就退學了。
基德斯後來收到了一份為當地樂團做開場演出的工作，於是他邀請Flea、斯洛伐克和鼓手傑克·艾榮斯協助。在以「Tony Flow and the Miraculously Majestic Masters of Mayhem」之名完成了演出後，樂團開始發展，此陣容最終則成為了嗆辣紅椒。基德斯與樂團至今錄製了十一張錄音室專輯，而他的歌詞風格也在這之中持續演進：早期作品中討論了洛杉磯的性和生活等話題，而近期的歌曲則集中在更具反思性的主題上，包括愛情、成癮和失落。此外，他的聲樂風格已經從饒舌轉變為更加旋律的技巧。他一生中大部分時間都對吸毒成癮直到2000年戒毒成功。2012年，基德斯與一眾團員們以嗆辣紅椒成員身分入選搖滾名人堂。

## 作品
嗆辣紅椒
- 《嗆辣紅椒同名專輯（英语：The Red Hot Chili Peppers (album)）》（1984年8月10日）
- 《奇幻風格（英语：Freaky Styley）》（1985年8月16日）
- 《The Uplift Mofo Party Plan》（1987年9月29日）
- 《母奶（英语：Mother's Milk）》（1989年8月16日）
- 《血糖性魅》（1991年9月24日）
- 《火熱一分鐘（英语：One Hot Minute）》（1995年9月12日）
- 《加州淘金夢》（1999年6月8日）
- 《王者之道（英语：By the Way）》（2002年7月9日）
- 《星戰競技場》（2006年5月5日）
- 《與你同在（英语：I'm with You (album)）》（2011年8月26日）
- 《避世離俗（英语：The Getaway (Red Hot Chili Peppers album)）》（2016年6月17日）

## 參與的影視作品
- 《拳頭大風暴（英语：F.I.S.T.）》（1978年）：飾演Kevin Kovak（以藝名Cole Dammett參演）
- 《ABC課後特別時間（英语：ABC Afterschool Special）》（1978年）：在《It's a Mile from Here to Glory》一集中飾演Jimmy Plummer（以藝名Cole Dammett參演）
- 《Jokes My Folks Never Told Me》（1978年）：飾演學生（以藝名Cole Dammett參演）
- 《Thrashin'（英语：Thrashin' (film)）》（1986年）：飾演他自己（未被註名）
- 《再上梁山（英语：Tough Guys）》（1986年）：飾演嗆辣紅椒成員
- 《零下的激情（英语：Less Than Zero (film)）》（1987年）：飾演音樂家#3
- 《驚爆點》（1991年）：飾演Tone
- 《轟天大追擊》（1994年）：飾演Will
- 《為妳唱的歌》（2017年）：飾演他自己

### 註記
1. ↑  . Anthony Kiedis.net. 2011-07-24  [2013-06-24]. （原始内容存档于2013-05-27）.
2. ↑  Sutton, Michael. . AllMusic. All Media Network.   [2017-11-26]. （原始内容存档于2020-11-26）.
3. ↑  . IMDb. Behind the Music. 1999-05-30  [2007-08-27]. （原始内容存档于2017-02-08）.
4. ↑  Apter, 2004. p. 34
5. ↑  Apter, 2004. p. 35
6. ↑  Cromelin, Richard. . Los Angeles Times (Tribune Company). 1986-02-05  [2011-12-09]. （原始内容存档于2014-01-09）.
7. ↑  . Rock and Roll Hall of Fame. 2012  [2012-04-10]. （原始内容存档于2020-11-12）.

### 書籍
- Apter, Jeff. . Omnibus Press. 2004. ISBN 1-84449-381-4.
- Kiedis, Anthony; Sloman, Larry. . Hyperion. 2004-10-06. ISBN 1-4013-0101-0.
- Mullen, Brendan. . Los Angeles: It Books. 2010-10-19: 256. ISBN 978-0-06-135191-4.

## 外部連結
- 官方网站
- 安東尼·基德斯在互联网电影资料库（IMDb）上的資料（英文）